# خانمی در سیمان
خانمی در سیمان (به انگلیسی: Lady in Cement) فیلمی محصول سال ۱۹۶۸ و به کارگردانی گوردون داگلاس است. در این فیلم بازیگرانی همچون فرانک سیناترا، راکل ولش، دن بلاکر، ریچارد کونته، مارتین گابل، لینی کازان و پت هنری ایفای نقش کرده‌اند.